# فاكلاف مورافيك
فاكلاف مورافيك (بالتشيكية: Václav Morávek)‏ هو مقاوم تشيكي، ولد في 8 أغسطس 1904 في كولين في التشيك، وتوفي في 21 مارس 1942 في براغ في التشيك.